# 盧卡省
盧卡省 （義大利語：Provincia di Lucca）是意大利托斯卡纳大区的一個省。面積1,773平方公里，2004年人口372,244人。首府盧卡。
下分33市鎮。